# Iwona Włoch
Iwona Wanda Włoch (ur. 11 maja 1968) – polska matematyczka, prorektor Politechniki Rzeszowskiej.

## Życiorys
Iwona Włoch jest absolwentką I Liceum Ogólnokształcącego w Mielcu. Ukończyła studia matematyczne w Wyższej Szkole Pedagogicznej w Rzeszowie. Pracę magisterską Charakteryzacje uogólnionych funkcji wypukłych napisała pod kierunkiem Dobiesława Brydaka. W 1998 uzyskała z wyróżnieniem stopień doktora nauk matematycznych w Instytucie Matematyki Politechniki Wrocławskiej na podstawie rozprawy Uogólnione zbiory stabilne i dominujące w wybranych klasach grafów (promotorka – Maria Kwaśnik). Stopień doktor habilitowanej nauk matematycznych otrzymała w 2011 na Wydziale Nauk Przyrodniczych Uniwersytetu P.J. Safarika w Koszycach na Słowacji, przedstawiając pracę Independence in graphs.
Od 1991 zawodowo związana z Katedrą Matematyki Politechniki Rzeszowskiej. Początkowo jako asystentka, od 1998 adiunktka, od 2011 profesor nadzwyczajna. Od 2016 związana z Zakładem Matematyki Dyskretnej Wydziału Matematyki i Fizyki Stosowanej PRz (WMiFS). Pełniła bądź pełni szereg funkcji na uczelni, m.in.: kierowniczka Zakładu Matematyki Dyskretnej (od 2016), dziekan WMiFS (2012–2019), prorektor ds. kształcenia (2020–2024).
Zainteresowania naukowo-badawcze obejmują matematykę dyskretną, teorię grafów, teorię liczb.
Od 2011 członkini Polskiego Towarzystwa Matematycznego.
W 2015 Włoch za zasługi w działalności na rzecz rozwoju nauki została odznaczona Srebrnym Krzyżem Zasługi.